# St. Vitus (Amerdingen)

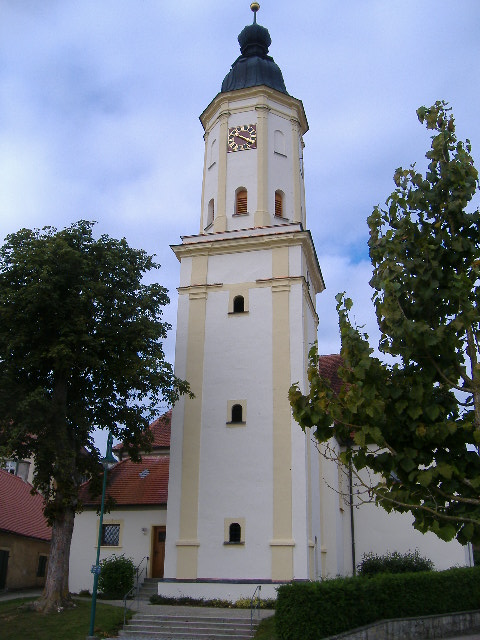
Turm von St. Vitus in Amerdingen

Die katholische Kirche St. Vitus in Amerdingen, einer Gemeinde im schwäbischen Landkreis Donau-Ries in Bayern, wurde um 1755 errichtet. Die Pfarrkirche befindet sich nördlich des Schlosses und ist ein geschütztes Baudenkmal.

## Geschichte
Die dem heiligen Vitus geweihte Kirche besitzt einen Turm, dessen Unterbau aus der Zeit um 1660 stammt, als die Vorgängerkirche errichtet wurde. 1751 wurde diese abgebrochen und um 1755 der heutige Bau mit Sakristei errichtet. Der zweigeschossige polygonale Turmaufbau wurde 1773 vollendet.

## Architektur
An den schon bestehenden Turm wurde von Westen her zunächst der Chor, dann das Querschiff und das Langhaus angebaut. Der Grundriss des Gebäudes ist völlig unregelmäßig und der Chor stößt außen in verschobenem Rechteck an den Turm. Beide Schiffe sind mit flacher Decke gedeckt und das Hauptschiff besitzt eine Doppelempore. Die Fenster und die drei Portale sind rundbogig gestaltet.
Der Turm besitzt einen dreigeschossigen quadratischen Unterbau mit Rundbogenfenstern und einen zweigeschossigen polygonalen Oberbau mit Eckpilastern und rundbogigen Schallöffnungen. Der Turm wird von einer Zwiebelhaube bekrönt.

## Ausstattung
Im Hauptschiff sind Deckenbilder aus der Zeit um 1760 vorhanden, die in Wolken die thronende Madonna mit Kind umgeben von Aposteln und Heiligen zeigen. Um 1900 wurden Altäre geschaffen, Kopien der bei einem Brand zerstörten Altäre aus dem 18. Jahrhundert.
Im Querhaus befinden sich Epitaphien  mit Ganzfiguren in Rüstungen: Nördlich Bernhard Schenk von Stauffenberg († 1609) und südlich Veit von Scheppach († 1527).